# Mali madagaskarski tenrek
Mali madagaskarski tenrek (znanstveno ime Echinops telfairi) je sesalec iz družine tenrekov in pritlikavih vidrovk ter edina vrsta iz rodu Echinops. Niso v sorodu z ježi.

## Opis
Mali madagaskarski tenrek je ježu podobna nočna žival, ki zraste v dolžino do 15 cm. Živi do 12 let v subtropskih in tropskih gozdovih in suhih savanah Madagaskarja, kjer je endemičen. Podnevi spi, ponoči pa išče hrano. Njegov plen so razne žuželke. Svoj plen zazna z zelo ostrim vohom in, glede na njegovo velikost, ogromnimi ušesi. Občasno se hrani tudi z raznimi talnimi nevretenčarji, redkeje pa tudi z majhnimi vretenčarji. Odrasle živali so samotarske.
Parjenje se začne oktobra, odvisno pa je od temperature okolja in od količine hrane, ki je živalim na voljo. Samice so breje med 62 in 65 dni, nato pa skotijo od 1 do 10 mladičev, ki so sprva poraščeni z mehkimi bodicami, ki nato na zraku otrdijo.
Tenreki si prebivališča ne poiščejo na tleh, ampak v drevesnih duplinah. So zelo dobri plezalci, saj imajo velike kremplje.